# Raúl Guerrón
Raúl Fernando Guerrón Méndez (* 12. Oktober 1976 in El Juncal bei Ambuquí im Chota-Tal, Provinz Imbabura) ist ein ehemaliger Fußballspieler aus Ecuador.

## Karriere
Guerrón bekleidete meist die Position des linken Außenverteidigers und spielte während des größten Teils seiner Laufbahn für Deportivo Quito in der ecuadorianischen ersten Liga. Für Deportivo Quito gab er 1999 sein Erstligadebüt und spielte ständig für diese Mannschaft, mit Ausnahme einer achtmonatigen Ausleihe an den Zweitligisten CD Universidad Católica 1998 und einer Ausleihe an Barcelona SC Guayaquil 2005. Für Barcelona bestritt er am 24. Juli 2005 sein bisher letztes Erstligaspiel. Zur Saison 2008 wurde er vom mittlerweile aufgestiegenen Ex-Club CD Universidad Católica reaktiviert, wo er jedoch im April 2008 aus dem Kader gestrichen wurde, da er sich nicht durchsetzen konnte.
Guerrón spielte für die ecuadorianische Nationalmannschaft. Sein Debüt gab er am 11. August 2000 in einem Freundschaftsspiel gegen Panama (0:0). Er stand bei der Weltmeisterschaft 2002 im ecuadorianischen Kader und bestritt alle drei Partien für die Auswahl während des Turniers. Sein letztes Spiel war das WM-Qualifikationsspiel in Venezuela am 14. Oktober 2004, das Ecuador mit 1:3 verlor. Insgesamt absolvierte er zwischen 2000 und 2004 34 Länderspiele, in denen er kein Tor erzielte und eine rote Karte sah.
Sein jüngster Brüder Joffre Guerrón ist derzeitiger ecuadorianischer Nationalspieler und als offensiver Mittelfeldspieler für den FC Getafe aktiv. Sein Bruder Hugo Guerrón spielt bei Liga de Loja.